# Mi abuelo, mi nana y yo
Mi abuelo, mi nana y yo fue una serie o sitcom chilena, producida por TVN, creada en el primer semestre de 1998, transmitida con gran éxito en 2003 y retransmitida en 2004 y 2005. 
Original de Jaime Miranda y Marcelo Leonart, fue escrita por Perla Devoto, Jimmy Daccarett y Gonzalo Peralta, y dirigida por Leonardo Rojas.

## Argumento
Relata la historia de Gonzalo Barros Luco, (Jorge Hevia), un niño de 14 años que para no aburrirse en casa mientras sus padres, Álvaro Barros (Mauricio Pesutic) y María Ignacia Luco (Adriana Vacarezza), no están en casa inventa cualquier travesura junto a su abuelo Don Nicanor, (Luis Alarcón) un particular señor de edad que vive en la familia. Y Ornella Mutis, (Ximena Rivas) una "nana" muy especial a la que solo le importa su apariencia física y salir por las noches con distintos pretendientes.
También se encuentra Bárbara Barros Luco, (Mónica Godoy) una inestable joven a la que lo único que le importa son sus "novios". Retamales (Paulo Meza), el guardia del condominio, en vez de "vigilar" el condominio se dedica a conquistar a Ornella. Pero a ella no le interesa su amor, solamente lo quiere por sus salidas e invitaciones nocturnas.

## Reparto

### Principales
- Jorge Hevia Cristino como Gonzalo Barros Luco.
- Luis Alarcón como Nicanor Barros Jarpa.
- Ximena Rivas como Ornella Mutis.
- Mauricio Pešutić como Álvaro Barros Arana.
- Adriana Vacarezza como María Ignacia Luco Ochoa.
- Mónica Godoy como Bárbara Barros Luco.
- Paulo Meza como Artemio Retamales.

### Recurrentes e invitados
- Yael Unger como Cuca, maestra espiritual de Álvaro y María Ignacia.
- Anita Klesky como Graciela, vecina de Nicanor.
- Ana Reeves como Bartolina Ochoa, tía de Ornella.
- Edgardo Bruna como Isidoro Manterola
- Pablo Ausensi como Panda
- Remigio Remedy como Caco Rojas
- Enrique Cintolesi como Jorge Andrés
- Francisco Melo como Alberto
- Paola Volpato como Sofía
- Yuyuniz Navas como Carola
- Francisco Pérez Bannen como Ignacio
- Luis Uribe como Bruno
- Íñigo Urrutia como Destroyer
- Silvia Novak como María Olivia
- Claudio Arredondo como Claudio
- César Arredondo como César
- Ricardo Pinto como Richard
- Francisca Opazo como Coca
- Soledad Montoya como Mónica
- Felipe Viel como Raúl
- Faryde Kaid como Paulina
- Pedro Rivadeneira como Álex
- Paula Valdivieso como Francisca
- Mauricio Aravena como Sebastián
- Eduardo Baldani como Salvador
- David Guzmán como Joaquín
- Mario Poblete como Julián

### Cameos
- Jorge Hevia
- Mauricio Bustamante
- Iván Torres
- Ivette Vergara
- Jaime Davagnino

## Equipo realizador
- Género: Comedia
- Original de: Jaime Miranda, Marcelo Leonart
- Escrita por: Perla Devoto, Alberto Fuguet y Gerardo Cáceres
- Libretos: Perla Devoto, Sergio Bravo, Jimmy Daccarett, Alejandra Farías y María José Galleguillos
- Dirigido por: Leonardo Rojas
- Emisión original: primer semestre de 1998 (duración 30 min)
- Retransmisiones: febrero a octubre de 2003, 2004 y finales de 2005.